# تسا گابو
تسا گابو (انگلیسی: Tessa Gobbo؛ زادهٔ ۸ دسامبر ۱۹۹۰) قایقران روئینگ اهل ایالات متحده آمریکا است.
وی در مسابقات کشوری و بین‌المللی در مجموع برندهٔ ۳ مدال طلا، ۱ مدال نقره شده‌است.